# オイアン・サンセト
オイアン・サンセ・ティラプ（Oihan Sancet Tirapu, 2000年4月25日 - ）は、スペイン・ナバラ州パンプローナ出身のサッカー選手。ラ・リーガ・アスレティック・ビルバオ所属。スペイン代表。ポジションはMF。

## クラブ経歴
ナバラ州パンプローナのメンディジョーリ地区に生まれ、2012年1月、パンプローナ地域で行われたCAオサスナ主催の大会でオサスナのスカウトの目に留まったことでオサスナのカンテラに加入した。2015年6月にはアスレティック・ビルバオのカンテラに移った。2018-19シーズン開幕前、当時のアスレティック・ビルバオ監督だったエドゥアルド・ベリッソによってトップチームのプレシーズンに帯同し、プレシーズン終了後にBチーム兼トップチーム登録が発表された。
2018年6月25日、CDトゥデラーノ戦でBチームではあるがプロデビューを果たした。しかしトゥデラーノ戦の次の試合で左膝の前十字靭帯を断裂し、翌年3月に復帰するまでのおよそ7ヶ月をリハビリに要した。
2019年8月16日、ラ・リーガのFCバルセロナ戦にて後半54分にオスカル・デ・マルコスとの交代でトップチームデビューを果たした。
2021年1月のマルセリーノ監督就任以降は、2トップの一角として起用されて徐々に出場機会を増やし、21-22シーズンはレギュラーメンバーの1人としてプレー。
2021年12月18日に行われたレアル・ベティス戦では、途中出場から2アシストを記録し、チームの9試合ぶりの勝利に貢献。その3日後のレアル・マドリード戦でシーズン初得点を決めた。
さらに2022年1月3日には、ユース時代を過ごした古巣CAオサスナを相手にハットトリックを達成し、キング・オブ・ザ・マッチにも選ばれた。

## 代表経歴
2018年から2023年にかけてスペインの世代別代表経験があり、2023年にはUEFA U-21欧州選手権2023へ出場した。
2023年10月12日、UEFA EURO 2024予選のスコットランド代表戦にて、スペイン代表デビューを果たすと、86分には代表初ゴールも挙げ、2-0での勝利に貢献した。

## 個人成績

### クラブ
2023年7月1日現在
| クラブ                   | シーズン     | リーグ戦       | リーグ戦 | リーグ戦 | 国王杯 | 国王杯 | その他 | その他 | 合計 | 合計 |
| クラブ                   | シーズン     | ディヴィジョン | 出場     | 得点     | 出場   | 得点   | 出場   | 得点   | 出場 | 得点 |
| ------------------------ | ------------ | -------------- | -------- | -------- | ------ | ------ | ------ | ------ | ---- | ---- |
| ビルバオ・アスレティック | 2018-19      | セグンダB      | 10       | 1        | -      | -      | -      | -      | 10   | 1    |
| ビルバオ・アスレティック | 2019-20      | セグンダB      | 14       | 6        | -      | -      | 1      | 0      | 15   | 6    |
| ビルバオ・アスレティック | 通算         | 通算           | 24       | 7        | -      | -      | 1      | 0      | 25   | 7    |
| アスレティック・ビルバオ | 2019-20      | ラ・リーガ     | 17       | 1        | 2      | 0      | -      | -      | 19   | 1    |
| アスレティック・ビルバオ | 2020-21      | ラ・リーガ     | 24       | 2        | 2      | 0      | 0      | 0      | 26   | 2    |
| アスレティック・ビルバオ | 2021-22      | ラ・リーガ     | 27       | 6        | 4      | 0      | 2      | 0      | 33   | 6    |
| アスレティック・ビルバオ | 2022-23      | ラ・リーガ     | 36       | 10       | 5      | 0      | -      | -      | 41   | 10   |
| アスレティック・ビルバオ | 通算         | 通算           | 104      | 19       | 13     | 0      | 2      | 0      | 119  | 19   |
| キャリア通算             | キャリア通算 | キャリア通算   | 128      | 26       | 13     | 0      | 3      | 0      | 144  | 26   |

### 代表
試合数
- 国際Aマッチ 2試合 1得点（2023年 - ）

| スペイン代表 | 国際Aマッチ | 国際Aマッチ |
| 年           | 出場        | 得点        |
| ------------ | ----------- | ----------- |
| 2023         | 2           | 1           |
| 通算         | 2           | 1           |

得点
| # | 開催日         | 開催地                                         | 対戦国         | スコア | 結果 | 大会               |
| - | -------------- | ---------------------------------------------- | -------------- | ------ | ---- | ------------------ |
| 1 | 2023年10月12日 | セビリア、エスタディオ・オリンピコ・セビージャ | スコットランド | 2-0    | 2-0  | UEFA EURO 2024予選 |

## タイトル

### クラブ
アスレティック・ビルバオ
- スーペルコパ・デ・エスパーニャ : 1回 (2020)